# Claude Pierrat
Claude Pierrat (* 24. Oktober 1963) ist ein ehemaliger französischer Skilangläufer.

## Werdegang
Pierrat startete international erstmals bei den nordischen Skiweltmeisterschaften 1985 in Seefeld in Tirol. Dort belegte er den 36. Platz über 15 km, den 32. Rang über 30 km und den zehnten Platz mit der Staffel. Bei den nordischen Skiweltmeisterschaften 1987 in Oberstdorf kam er auf den 39. Platz über 50 km Freistil und auf den 12. Rang mit der Staffel. Im folgenden Jahr lief er bei den Olympischen Winterspielen in Calgary auf den 56. Platz über 15 km klassisch, auf den 43. Rang über 30 km klassisch und auf den 17. Platz über 50 km Freistil. Bei den nordischen Skiweltmeisterschaften 1989 in Lahti belegte er den 35. Platz über 15 km Freistil, den 34. Rang über 50 km Freistil und den 33. Platz über 30 km klassisch. Zudem wurde er dort zusammen mit Patrick Rémy, Olivier Bulle und Jean-Luc Thomas Achter in der Staffel. Im Februar 1990 holte er in Reit im Winkl mit dem 14. Platz über 30 km Freistil seine einzigen Weltcuppunkte.
Sein 11 Jahre älterer Bruder Jean-Paul war ebenfalls Skilangläufer.

## Teilnahmen an Weltmeisterschaften und Olympischen Winterspielen

### Olympische Winterspiele
- 1988 Calgary: 17. Platz 50 km Freistil, 43. Platz 30 km klassisch, 56. Platz 15 km klassisch

### Nordische Skiweltmeisterschaften
- 1985 Seefeld in Tirol: 10. Platz Staffel, 32. Platz 30 km, 36. Platz 15 km
- 1987 Oberstdorf: 12. Platz Staffel, 39. Platz 50 km Freistil
- 1989 Lahti: 8. Platz Staffel, 33. Platz 3 km klassisch, 34. Platz 50 km Freistil, 35. Platz 15 km Freistil